# Mons-en-Pévèle
Mons-en-Pévèle (nld. Pevelenberg) – miejscowość i gmina we Francji, w regionie Hauts-de-France, w departamencie Nord.
Według danych na rok 1990 gminę zamieszkiwały 2064 osoby, a gęstość zaludnienia wynosiła 167 osób/km² (wśród 1549 gmin regionu Nord-Pas-de-Calais Mons-en-Pévèle plasuje się na 351. miejscu pod względem liczby ludności, natomiast pod względem powierzchni na miejscu 208.).